# Increasingly
Increasingly és el primer EP de la banda 12012, publicat el 28 d'abril del 2004.

## Llista de cançons
1. "Gallows" - 3:14
2. "Incident" - 3:58
3. "Humanities" - 00:40
4. "Chouchou -Tefutefu-" (蝶々～てふてふ～) - 4:39
5. "Itsumo Kokoro ni Juujika wo" (いつも心に十字架を) - 5:08